# Берёзовка (Алтайский район, Восточно-Казахстанская область)
Берёзовка (каз. Березовка) — село в Алтайском районе Восточно-Казахстанской области Казахстана. Входит в состав Ново-Бухтарминской поселковой администрации. Код КАТО — 634835300.

## Географическое положение
Находится в 92 км к востоку от Усть-Каменогорска и в 92 км к западу от Зыряновска.

## История
Берёзовка была заложена в 1763 году как казачий редут Иртышской линии близ Бухтарминской крепости.

## Население
В 1999 году население села составляло 355 человек (174 мужчины и 181 женщина). По данным переписи 2009 года, в селе проживал 91 человек (46 мужчин и 45 женщин).